# Desmodasys
Genre
Desmodasys est un genre de gastrotriches de la famille des Turbanellidae.

## Liste des espèces
Selon GBIF (26 juin 2025) :
- Desmodasys abyssalis Kieneke & Zekely, 2007
- Desmodasys borealis Clausen, 2000
- Desmodasys phocoides Clausen, 1965

## Systématique
Ce genre a été décrit en 1965 par Clausen (d).

## Publication originale
- (en) Claus Clausen, « Desmodasys phocoides gen. et sp. n., family Turbanellidae (Gastrotricha acrodasyoidea) », Sarsia, 1965, vol. 21, p. 17-21.